# Bedopassa Buassat
Bedopassa Buassat Djonde (20 settembre 1992) è un lottatore guineense, specializzato nella lotta libera.

## Biografia
Grazie alla qualificazione ottenuta al torneo preolimpico di Algeri, ha rappresentato Guinea-Bissau ai Giochi olimpici estivi di Rio de Janeiro 2016, dove è stato eliminato al primo turno dall'uzbeko Magomed Idrisovich Ibragimov.
Ai campionati africani di Hammamet 2019 ha vinto la medaglia di bronzo.

## Palmarès
| Anno | Manifestazione                    | Sede           | Evento | Risultato | Note |
| ---- | --------------------------------- | -------------- | ------ | --------- | ---- |
| 2016 | Giochi olimpici                   | Rio de Janeiro | 97 kg  | 15º       |      |
| 2017 | Campionati africani               | Marrakech      | 97 kg  | 7º        |      |
| 2017 | Giochi della solidarietà islamica | Baku           | 86 kg  | 7º        |      |
| 2019 | Campionati africani               | Hammamet       | 86 kg  | Bronzo    |      |
| 2020 | Campionati africani               | Algeri         | 86 kg  | 5º        |      |

## Altre competizioni internazionali
2016
- nei 97 kg nel Torneo di qualificazione olimpico Africa e Oceania ( Algeri)

2020
- 5º negli 86 kg nella Coppa del mondo individuale ( Belgrado)

2021
- 5º negli 86 kg nel Torneo di qualificazione olimpico Africa e Oceania ( Hammamet)